# Stadio Amédée Domenech
Lo stadio Amédée Domenech (in francese Stade Amédée-Domenech) è un impianto sportivo multifunzione di Brive-la-Gaillarde, in Francia.
Inaugurato nel 1921, è utilizzato prevalentemente per gli incontri interni del locale club di rugby a 15, il Brive, e sporadicamente ha ospitato anche quelli della concittadina società calcistica, l'ÉSA Brive.
L'impianto, di proprietà municipale, è stato sottoposto a diversi lavori di rinnovamento, tra cui i maggiori nel 2011, con la costruzione di una nuova gradinata sul lato corto del campo, e nel 2019 con il rifacimento del fondo di gioco, mai cambiato dal 1956.
Lo stadio ha una capacità di circa 14 000 posti, di cui 10 000 sulle tribune laterali.
Deve il suo nome al rugbista internazionale Amédée Domenech (1933-2003) cui fu intitolato nel 2004 dopo la sua morte.
In precedenza era noto come Parc Municipal des Sports, nome con cui ospitò alcuni incontri della Coppa del Mondo 1991 organizzata dall'Inghilterra.

## Storia
L'impianto nacque nel 1921 quando il Brive necessitava di una sede permanente per le proprie gare interne: infatti il club, fondato nel 1910, non aveva ancora una sistemazione stabile dopo 10 anni.
Una società anonima creata per la costruzione dello stadio acquistò dal comune di Brive-la-Gaillarde un lotto di circa 22000 m² di terreno e, il 25 settembre 1921, la struttura fu ufficialmente inaugurata.
Il club non occupò continuativamente lo stadio, perché a fine anni trenta gli scissionisti che avevano portato la società ad aderire al rugby a 13 esclusero i quindicisti dalla fruizione dell'impianto.
Durante la guerra il terreno dello stadio fu danneggiato per uso militare (ricovero mezzi dell'esercito) e, alla fine delle ostilità, la proprietà passò direttamente al club che nel 1952 la cedette al comune di Brive-la-Gaillarde
, che da allora ne detiene il possesso.
A cavallo tra gli anni cinquanta e sessanta il comune effettuò lavori di completa ricostruzione dello stadio, in seguito ai quali il Brive trovò ospitalità presso un impianto di proprietà delle ferrovie nazionali, il Gaëtan Devaud.
Nel 1970 parte della superficie dell'impianto fu concessa in enfiteusi per 99 anni al club; l'area concessa, di circa 550 m², servì al Brive per edificarvi spogliatoi, sede sociale e club-house, mentre il comune ritenne per sé il diritto gratuito a essere ospitato in tali locali in caso di eventi e riunioni ad argomento sportivo.
Nel 1982 furono ridefiniti i criteri di godimento dello stadio, in quanto il club aveva investito proprio denaro per l'ampliamento delle tribune: fu concesso al Brive di usare a titolo gratuito e prioritario lo stadio anche se il comune si riservò la facoltà di concederlo, previo preavviso, ad altri club od organizzatori di altri eventi.
Nel 1997 il comune realizzò la nuova tribuna "Europe", e tra il 2003 e il 2004 effettuò lavori di messa in sicurezza della tribuna principale.
Nel 2004 l'impianto, fino ad allora noto con il nome di Parc municipal des Sports o, più informalmente Stadium, assunse il nome di Stadio Amédéee Domenech dal nome del giocatore, originario di Brive-la-Gaillarde, che tra il 1954 e il 1963 rappresentò la Francia in 52 incontri internazionali e fu ribattezzato le Duc (il Duca), appellativo il cui autore, secondo l'iconografia, sarebbe stato il suo compagno di squadra André Boniface.
A ottobre 2011 fu inaugurata una nuova gradinata sul lato corto del terreno, la Tribuna Sud, capace di 885 posti coperti, che portò la capienza dell'impianto a circa 14 000 posti a sedere.
I lavori, progettati dallo studio di ingegneria GL Events, riguardarono anche la realizzazione di due infermerie e pertinenze tecniche; i lavori costarono circa un milione e seicentomila euro principalmente pagati dal comune con concorso di contributo statale e regionale del Limosino.
Nel 2019 fu deciso dal Brive di rinnovare la superficie del terreno di gioco, mai cambiata dal 1956.
Fu scelto di adottare la soluzione ibrida dell'olandese XtraGrass, primo stadio in Francia a installare un fondo da tale fornitore, già attivo in patria e nel Regno Unito; per il vecchio terreno si decise il riutilizzo come tappezzatura delle zone verdi della città mentre una piccola parte, in frammenti da circa 10 cm² ciascuno, fu offerto ai tifosi come ricordo del terreno su cui la squadra si laureò campione d'Europa nel 1997.
Il nuovo fondo ibrido fu inaugurato l'8 settembre 2019 in occasione dell'incontro con il Clermont.

### Uso calcistico
Oltre al rugby, lo stadio ha ospitato saltuariamente incontri interni della compagine calcistica locale, l'ÉSA Brive; la prima volta fu nel corso della Coppa di Francia 1993-94, nei cui trentaduesimi la squadra fu eliminata dall'Olympique Marsiglia 2-4 dopo i calci di rigore.
Negli ottavi di finale della Coppa 2003-04, invece, l'ÉSA eliminò l'Auxerre campione uscente battendolo per 1-0; nel turno successivo, sempre in tale stadio, la squadra fu battuta dal Paris Saint-Germain per 2-1.

## Incontri internazionali
Oltre agli incontri di club, lo stadio ha ospitato anche eventi internazionali di rugby; a parte un test match tra le formazioni maggiori di Francia e Romania, ospitò nel 1991 un incontro della Coppa del Mondo (organizzata dall'Inghilterra, ma che utilizzò anche sedi fuori dal Regno Unito) tra la citata Romania e le Figi: gli europei vinsero 17-15.
Più recente altresì la scelta di affidare allo stadio di Brive l'incontro della quinta giornata del Sei Nazioni femminile 2017 tra la formazione di casa della Francia e le ospiti del Galles; l'incontro fu vinto dalle Bleues per 39-19.

### Coppa del Mondo 1991
| Arbitro: | Owen Doyle |

|                            |      |                                  |
|                            | mt   | 38’ Ion 51’ H. Dumitraș 55’ Sasu |
|                            | tr   | 38’ Răcean                       |
| Turuva 8’, 70’             | c.p. | 40’ Răcean                       |
| Rabaka 29’, 42’ Turuva 48’ | drop |                                  |

### Sei Nazioni femminile 2017
| Arbitro: | Joy Neville |

|                                                                 |      |                                  |
| Forlani 22’ Ladagnous 42’ Boujard 49’ Arricastre 67’ Abadie 78’ | mt   | 11’ Powell-Hughes 45’, 57’ Evans |
| Trémoulière 22’, 42’, 49’, 67’                                  | tr   | 45’, 57’ Wilkins                 |
| Trémoulière 4’, 16’                                             | c.p. |                                  |